# 랜스 르걸트
랜스 러골트(Lance LeGault, 1935년 5월 2일 ~ 2012년 9월 10일)는 미국의 배우, 성우이다.
시카고에서 태어났으며 로스앤젤레스에서 사망하였다. 포리스트 론 메모리얼 파크에 매장되었다.

## 출연 작품
- 프린스 아발란체 (2013년) - 트럭 운전수 역
- 카우 삼총사 (2004년) - 주니어 목소리 역
- 모탈 컴뱃 2 (1997년)
- 스콜피오 원 (1997년)
- 대통령의 위기 (1997년)
- 다크 포스 (1996년)
- 미드나잇 히트 (1996년)
- 다크 브리드 (1996년)
- 리틀 투비츠 (1995년)
- 로드레이서 (1994년)
- 샤도우 포스 (1992년)
- 레니게이드 (1992년)
- 나이트메어 비치 (1989년)
- 데비를 찾아라 (1986년)
- 패스트-워킹 (1982년)
- 창공의 여왕 에이미 (1981년)
- 괴짜들의 병영 일지 (1981년) - Col. 글래스 역
- 도박사(영어판) (1980년)
- 별들의 전쟁(영어판) (1979년)
- 죽음의 가스 (1978년) - 빈스 역
- 키싱 코즌 (1964년)
- 비바 라스베가스 (1964년)
- 걸스! 걸스! 걸스! (1962년)

### 텔레비전
- 달리는 사이먼 (1981년)
- 매그넘 P.I. (1980년)
- 에어울프 - 시리즈 (1984년) - D.G. 보가드 역
- A 특공대 - TV시리즈 (1983년) - Col. 로더릭 덱커 역
- 다이너스티 (1981년)
- 전격 Z작전 (1982년)
- 달라스 (1978년)
- 배틀스타 갤럭티카 - 78년 시리즈 (1978년)